# 同相雙三角台塔
在几何学里, 同相雙三角台塔是约翰逊多面体之一（J28）。正如其名字所暗示的：它可以通过把两个正三角台塔（J3）的六边形面合在一起来创造。